# 國分保男
國分 保男（こくぶん やすお、1918年（大正7年）9月22日 - 2010年（平成22年）4月8日）は、日本の政治家。岩手県二戸市長（5期）。

## 来歴
岩手県二戸郡福岡町（現・二戸市）出身。1941年、東京農業大学農学部卒。農林省に入り、その後、岩手県庁に転じ、1953年、岩手県厚生部二戸福祉事務所所長となる。1960年、岩手県福岡町長に当選。3期務め、1972年、福岡町は金田一村と合併、二戸市となり、これに伴う市長選挙に立候補し、当選した。二戸市長を5期務め、1992年の市長選挙にも立候補したが、元環境庁職員の小原豊明に敗れた。2010年4月8日午後5時、肺炎のため二戸市内の病院で死去、91歳。死没日をもって従七位から従四位に叙される。
娘婿は二戸市議会議員の國分敏彦。

## 栄典
- 1995年 - 勲三等瑞宝章
- 2010年 - 従四位